# Noël Delfosse
Pour les articles homonymes, voir Delfosse.
Noël Joseph Auguste Delfosse, né à Liège le 9 mars 1801 où il meurt le 22 février 1858, est un avocat, industriel et homme d'État libéral liégeois.

## Biographie
Delfosse est le fils du peintre Noël Joseph Delfosse et Marie Bury. Il épouse Marie-Françoise Vaust. Sa famille est active dans le commerce des peintures. Delfosse est titulaire d'un doctorat en droit de l'Université de Liège en 1823. De 1823 à 1833, il aide son père dans son entreprise.
Il est élu comme représentant libéral au conseil communal après la révolution belge de 1830, le bourgmestre Louis Jamme lui proposa le poste de chef de la police mais il refusa. En 1833, il commence sa carrière juridique au barreau de Liège où il est inscrit comme un avocat jusqu'en 1854.
En 1836, lors des premières élections provinciales, il est élu conseiller provincial de la province de Liège jusqu'en 1839. En 1840, il est élu député libéral de la circonscription de Liège à la Chambre des représentants de Belgique, poste qu'il a occupera jusqu'à sa mort.
Au sein de l'hémicycle, il se distingue comme un orateur persuasif. En 1846, il élabora un programme de gouvernement avec Charles Rogier et failli devenir ministre mais le roi Léopold Ier opposa son veto. Dans le gouvernement Rogier II, il refusa un poste ministériel à deux reprises.
Il devient vice-président de la Chambre en 1848 fonction qu'il conserve jusqu'en 1852.
Il usa de toute son influence politique dans les années 1848 et 1849 afin de protéger la Belgique du rattachisme qui émergeait après l'avènement de la Seconde République en France. Il prononça d'ailleurs une phrase célèbre : « La liberté française pour faire le tour du monde n'a pas besoin de passer par chez nous ! ». De 1852 à 1855, il exerce la fonction de président de la Chambre des représentants de Belgique.
En décembre 1857, il est nommé ministre d'État par le gouvernement Rogier-Frère, ce qui ne l'empêcha pas de d'exprimer son désaccord contre les mesures du gouvernement qui lui semblaient incompatibles avec les principes du libéralisme.

## Hommage
La rue Delfosse située dans le quartier liégeois de Féronstrée et Hors-Château lui rend hommage.

## Sources
- A. Alvin, in : Biographie Nationale, Bruxelles, Académie Royale des Sciences, des Lettres et des Beaux Arts, 1866-1986, V, 1876, p. 413-420.
- Mémorial de la Province de Liège 1836-1986, Liège, p. 184.